# Postamt (Ruhrort)
Das ehemalige Post- und Telegraphengebäude ist ein Baudenkmal des rechtsrheinischen Stadtteils Ruhrort der Stadt Duisburg am Karlsplatz gelegen.

## Geschichte
Auch hier hatten die Mietgebäude schon lange nicht mehr den rasanten Anstieg des Postverkehrs in der Hafenstadt abgedeckt. Auf Mietbasis war eine langfristige Lösung nicht möglich, weshalb 1877 am neu angelegten Carlsplatz ein entsprechendes Grundstück erworben wurde.
1879 begann der Bau für das neue Reichs-Post- und Telegraphen-Gebäude in Ruhrort. In den damaligen Verlautbarungen steht dazu:
Auf dieser Baustelle ist nach dem von dem Herrn Postbaurath Hindorf in Cöln, unter Zugrundelegung einer vom Herrn Geheimen Ober-Regierungsrath Kind entworfenen Grundriss- und Fassadenskizze, ausgearbeiteten Bauplans in den besten und ausdrucksvollen Formen der deutschen Renaissance der in Rede stehende Neubau errichtet, zu welchem am 23. Juni 1879 der Grundstein gelegt worden ist. Mit der oberen Bauleitung war der Herr Postbaurath Hindorf in Cöln, mit der örtlichen der Herr Baumeister Jording beauftragt.
Am Morgen des 1. März 1881 kamen die Gäste in das Postamt zur Einweihungsveranstaltung. Der Direktor des Reichspostamtes Paul David Fischer und Oberregierungsrat August Kind waren als Vertretung für den Staatssekretär Heinrich von Stephan anwesend.
Nach Beendigung der postalischen Nutzung 2010 ging das Gebäude in städtischen Besitz über und es begann eine umfangreiche Sanierung und Instandsetzung. Seit 2016 erfolgt die Nutzung als Kindertagesstätte.

## Gebäude
Das Hauptgebäude vom 34 mal 17 Metern hat die Front zum Platz und die beiden Giebelseiten zur Carls- und Louisenstraße. Auch dieses Posthaus hat zur Straße zwei und zum Hof drei Geschosse über dem Keller. Der Sockel besteht aus Niedermendiger Basaltlava. Die Fronten sind bis zum Gesims im ersten Stock mit Kyllburger Sandstein aufgeführt. Danach kommen als Verblendung gelbe und rote Tonsteine. Das Mansardendach ist mit blauen Schiefern gedeckt und mit einem schmiedeeisernen Gitter versehen. Die lange Fassade des Gebäudes wird durch zwei in geringen Abständen von den Ecken angeordnete Giebelrisalite unterbrochen, die in schön entworfenen Aufbauten in der Höhe des Mansardendaches endigen.
Die Freitreppe zum Haupteingang wird durch einen von zwei Säulen getragenen Balkon bekrönt. Über diesem thront als Mansardenerker das Reichswappen als Bildhauerarbeit. Die innere Ausgestaltung ist von der Schalterhalle abgesehen eher schlicht. In dieser sind Mettlacher Mosaikplatten ausgelegt und mit Malerei und Stuck verziert. Der Raum erhält seine Statik durch zwei Säulen aus Beckumer Trachyt.
Den Entwurf für das Gebäude mit Grundriss und Fassade fertigte August Kind an. Die Ausführung lag bei Post-Baurat Carl Hindorf aus Köln und Stadt-Baumeister August Jording. Das Gebäude wurde im Baustil der deutschen Renaissance errichtet. Die Baukosten beliefen sich auf ca. 150.000 Mark.